# Кабина экипажа

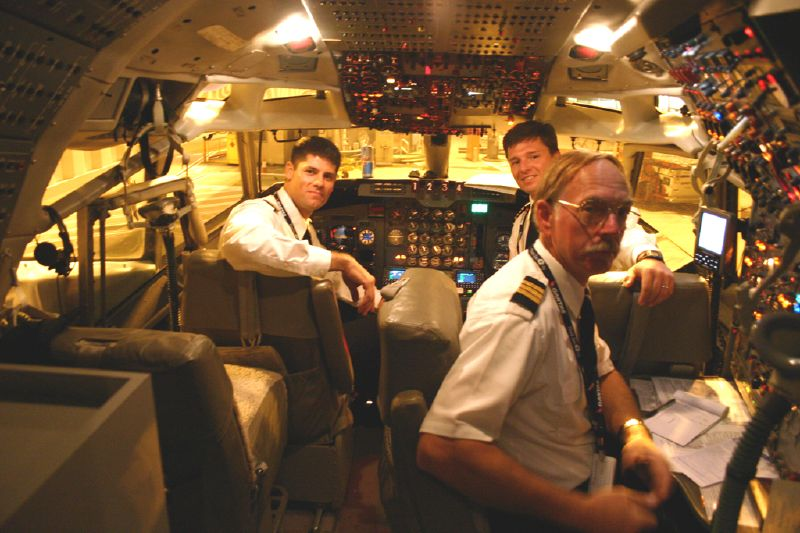
Кабина экипажа самолёта Boeing 707 (борт N707JT, принадлежащий Джону Траволте)

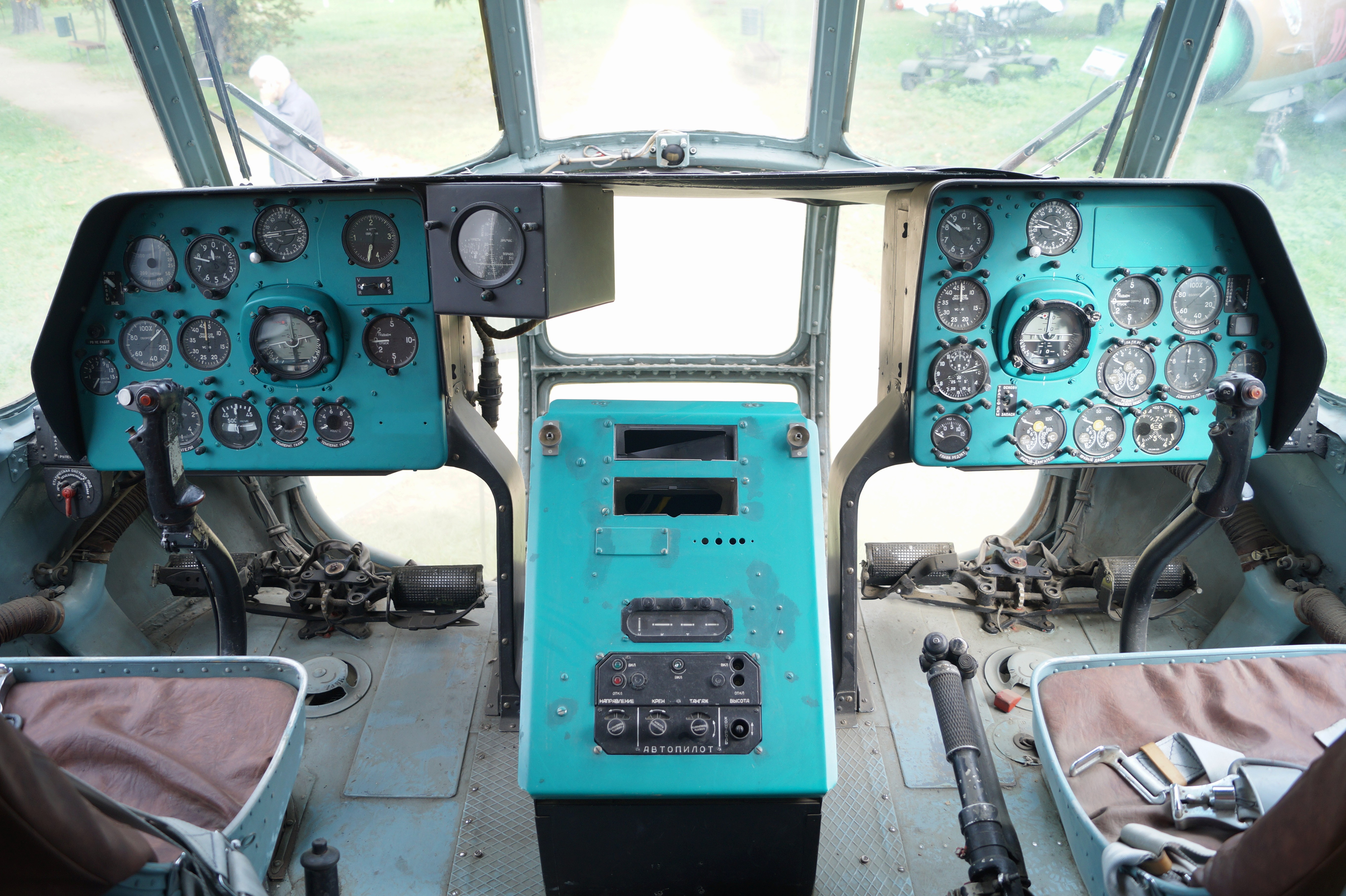
Кабина экипажа вертолёта Ми-8

Кабина лётного экипажа — помещение (отсек) воздушного судна (ВС), где располагаются члены лётного экипажа, органы управления и оборудование, используемые для управления полётом ВС.
В гражданской авиации в состав экипажа ВС также входят члены кабинного экипажа (бортпроводники), рабочие места которых размещаются в пассажирской кабине (салоне). В военной авиации в составе экипажа летательного аппарата кроме лётчиков могут быть штурманы, борттехники, бортоператоры, которые размещаются не в кабине лётного экипажа, а в грузовом отсеке или иных специальных отсеках фюзеляжа.

## Устройство
Кабина лётного экипажа у современных летательных аппаратов располагается преимущественно в передней части фюзеляжа перед пассажирской или грузовой кабиной, а на некоторых тяжёлых самолётах может находиться в носовой части их верхней палубы, как в случае с Ан-124, Lockheed C-5 Galaxy или Boeing 747.
Для улучшения внешнего обзора в кабине устанавливается нескольких окон, образующих фонарь кабины пилотов. Первые самолёты не имели закрытой кабины, так как требовался прозрачный материал, обладающий достаточной прочностью, например, при столкновении с птицей. Современные кабины лётного экипажа авиалайнеров имеют несколько окон, боковые из них на некоторых летательных аппаратах имеют возможность открываться, чтобы в аварийной ситуации их можно было использовать как аварийный выход для членов лётного экипажа.
В кабине перед креслами пилотов расположены приборная доска и органы управления (штурвал, ручка управления самолётом, педали), но сейчас вместо штурвала (центральной ручки) чаще применяют боковая ручка управления («сайд-стик»). Рычаг управления двигателем располагают сбоку от кресла пилота. Если в состав экипажа входит бортинженер, то он обычно размещается позади правого кресла пилота или во втором ряду между креслами пилотов, чтобы иметь возможность следить за показаниями приборов, указателей, индикаторов и табло на приборной панели.
Также в задней части кабины размещаются шкафы, в которых члены экипажа могут хранить своё имущество.